# Slag bij Asiago
De Slag om Asiago of het Trentino-offensief, door de Oostenrijkers bijgenaamd Strafexpedition, was een tegenoffensief, gelanceerd door het Oostenrijks-Hongaarse leger op 15 mei 1916, tijdens de Eerste Wereldoorlog. Het was een onverwachte aanval die plaatsvond nabij de stad Asiago (nu gelegen in Noordwest-Italië, ten tijde van de Eerste Wereldoorlog vlak bij de Oostenrijkse grens in het koninkrijk Italië) na de Vijfde Slag aan de Isonzo.

## Achtergrond
De chef-staf van het Oostenrijks-Hongaarse leger, Conrad von Hötzendorf, had al een tijdje het idee voorgesteld van een zogenaamde Strafexpedition, die Italië, ex-bondgenoot van Oostenrijk-Hongarije, dodelijk zou verlammen en het zou beletten nog enige druk op de centrale mogendheden uit te oefenen. Hij vond dit een gepaste sanctie voor het verraad dat Italië gepleegd had, door zich bij het uitbreken van de oorlog neutraal te verklaren en vervolgens, meer bepaald in 1915, zich aan de geallieerde zijde te scharen. In de voorgaande jaren had hij meerdere malen grenzen met Italië bestudeerd, om de mogelijkheid van een aanval te bekijken.
Het probleem was echter, dat deze grens gevormd werd door zeer hoge bergen en ruig terrein. De strategische positie van het Oostenrijkse leger verslechterde door de afsluiting van de valleien van Valsugana en Val Lagarina (beide verbonden door spoorwegen) en het verlies van strategische plateaus na enkele Italiaanse offensieven in 1915 en begin 1916. Men zou oprukken van Trente naar Venetië, om zo de Italiaanse legers aan de Isonzo af te snijden. Onder leiding van Viktor Dankl zou het 11de Oostenrijks-Hongaarse leger samen met het 3de leger, onder leiding van Hermann Kövess, het plan uitvoeren.

## Verloop
Op 15 mei 1916 openden 2.000 Oostenrijks-Hongaarse artilleriestukken het vuur op de Italiaanse frontlinie over een breedte van 50 km. Na enkele uren viel de Oostenrijks-Hongaarse infanterie aan. De Italiaanse flanken wisten stand te houden, maar in het centrum van het aanvalsgebied, werd er een doorbraak gerealiseerd, waardoor de Oostenrijkers in staat waren op te rukken tot de vlakten van Venetië. Met Vicenza op 30 km afstand van het front, waren opeens alle Italiaanse legers aan de Isonzo in gevaar.
Luigi Cadorna, chef-staf van het Italiaanse leger, stuurde haastig versterkingen om de opmars tegen te houden.
De situatie veranderde echter snel: de Russen lanceerden op 4 juni een grootschalig offensief in Galicië, waardoor Conrad von Hötzendorf gedwongen werd de helft van zijn troepen in Trentino terug te trekken. Hierdoor kon de strafexpedition niet meer volgehouden worden, en men besloot dan ook om de recent veroverde posities terug prijs te geven.
Hoewel de Strafexpedition mislukt was, oefende ze toch politieke invloed uit in Italië: het kabinet van eerste minister Salandra kwam in opspraak en Paolo Boselli werd de nieuwe Italiaanse premier.